# Гледање у сунце: превазилажење ужаса од смрти
Гледање у сунце : превазилажење ужаса од смрти (енгл. Staring at the sun: Overcoming the Terror of Death) је стручна монографија америчког егзистенцијалног психијатара, почасног професора психијатрије на Универзитету Станфорд, и књижевника Ирвина Давида Јалома (енгл. Irvin David Yalom) (1931). објављена 2008. године. Издање на српском језику објавила је издавачка кућа Психополис институт 2011. године из Новог Сада у преводу Наташе Мрдак и Синише Божовића.

## О аутору
Ирвин Д. Јалом је рођен 1931. у Вашингтону у породици руских емиграната. Аутор је неколико бестселера, као и стручних књига из области психотерапије. Данас је професор на универзитету и живи у Сан Франциску.

## О делу
Ирвин Јалом у књизи износи свој специфичан приступ психотерапији страха од смрти.
Дијалози са пацијентима, анализа њихових снова, вођење терапије ка циљу да пацијент преузме одговорност за своје постојање, па и за свој страх од смрти, све у сврху да га трајно учини подношљивим.
На почетку књиге стоји максима Ла Рошфука (фр. Fransoa de la Rošfuko) која гласи: „Ни сунцу ни смрти се не може гледати право у лице“ (фр. Ni soleil ni la mort ne se peuvent regarder en face). Максима износи народно веровање да је опасно гледати како у сунце тако и у смрт. Јалом тврди што је и порука ове књиге да поглед у смрт треба да буде потпун и непоколебљив, за разлику од гледања у сунце које не би никоме препоручио.
Аутор сматра да је страх од смрти у основи великог дела нашег емоционалног живота и да се савремена психотерапија удаљила од испитивања нашег страха од смрти. Истиче да се са страхом од смрти требамо суочити као и са другим страховима.
Гледање смрти у лице, као и размишљање о свом коначном крају, уз смернице, помоћи ће сваком човеку да савлада и сам страх од смрти, а живот учини драгоценијим и вреднијим.
Јалом се у књизи фокусирао на питања како ублажити страх од смрти и како препознати и искористити  искуства која стичемо.

### Поглавља у књизи
Поглавља и наслови у оквиру поглавља у књизи:
- Смртна рана
- Препознавање страха од смрти: (Отворена стрепња од смрти; Страх од умирања није замена за нешто друго; Скривена стрепња од смрти; Стрепња ни од чега заправо је стрепња од смрти)
- Искуство које отвара очи: (Разлика између „ствари јесу” и „какве су ствари”; Отварање очију на крају живота: Толстојев Иван Иљич; Бол као искуство које отвара очи; Велика одлука као искуство које отвара очи; Животне прекретнице као искуства која отварају очи; Снови као искуства која отварају очи; Завршетак терапије као искуство које отвара очи)
- Моћ идеја: (Епикур и његова свевремена мудрост; Преношење; Моћне мисли које помажу у превазилажењу стрепње од смрти)
- Превазилажење страха од смрти кроз повезаност: (Људска повезаност; Моћ присутности; Самооткривање; Преношење на делу; Откривање сопствене мудрости; Испуњавање свог живота; Буђење)
- Свест о смрти: мемоари: (Суочавање са смрћу; Лични сусрети са смрћу; Остваривање својих потенцијала; Смрт и моји ментори; Моје суочавање са сопственом смрћу; Религија и вера; О писању књиге о смрти)
- Приступ страху од смрти: савети терапеутима: (Шта значи егзистенцијални?; Разликовање садржаја и процеса; Моћ повезаности у превазилажењу страха од смрти; Рад у „овде и сада”; Самооткривање терапеута; Снови: Краљевски пут ка овде и сада)